# 孝王 (燕)
孝王（こうおう、生年不詳 - 紀元前255年）は、戦国時代の燕の君主。武成王の子。紀元前258年、武成王が死去すると、その後を嗣いで燕王として即位した。在位3年。